# Sima Zhen
Sima Zhen (ca. 656 - ca. 720), was een Chinees geleerde. Hij was de samensteller van 'Zoeken naar het obscure in de Shiji' (Shiji suoyinxu, 史記索隱序, ook wel Shiji suoyin houxu, 史記索隱後序), vaak verkort tot Suoyin (索隱). Dat is een belangrijk commentaar op de Shiji en wordt gerekend tot de 'Commentaren van de drie geleerden' (sanjia zhu, 三家注), Pei Yin, Sima Zhen en Zhang Shoujie.
Sima Zhen voegde een hoofdstuk over de Drie Verhevenen toe aan de oorspronkelijke Shiji en plaatste dat voor het hoofdstuk over de Vijf Oerkeizers, waarmee Sima Qian zijn werk liet beginnen. Hij noemde zijn hoofdstuk Sanhuan benji (三皇本纪, de 'annalen van de Drie Verhevenen'). Verder probeerde Sima Zhen in zijn commentaar zinspelingen te achterhalen die Sima Qian in zijn werk zou hebben gemaakt. Tevens wilde hij problemen uitleggen die Pei Yin volgens hem in zijn commentaar had laten liggen. De Suoyi wordt, net als de commentaren van Pei Yin en Zhang Shoujie sinds 1196 integraal aan de Shiji toegevoegd.